# ピジョン級潜水艦救難艦
ピジョン級潜水艦救難艦（英語: Pigeon-class submarine rescue ship）は、アメリカ海軍が運用していた潜水艦救難艦の艦級。同型艦は2隻。

## 設計
ピジョン級は、深海救難艇(DSRV)を運用するために設計された新型の潜水艦救難艦であり、アメリカ海軍にとってはロバート・フルトンが米英戦争時に設計した双胴船型の蒸気式軍艦である「フルトン」以来となる双胴船となった。艦体を双胴船状にしたことにより、甲板での作業を行う上で大きな安定性を与えてくれると同時に、十分な甲板作業スペースを確保することに成功している。
本級は、メインデッキに2つのDSRVを搭載することが可能なほか、1939年に発生したサーゴ級潜水艦「スコーラス」の沈没事故において生存者を救助するために使用されたのと同型のレスキュー・チェンバーも搭載していた。
本級は、優秀な係留システムにより救助活動中でも正確な位置を維持することが可能で、海中のDSRVの追跡には3次元ソナーシステムが使用されていた。また、本級には沈没した潜水艦や他の救助船または救難機と緊密な連絡を取り合うための特別な通信機器が備えられており、救助活動時の海上指揮所としての役割を担っていた。

## 同型艦
| 番号   | 艦名                   | 造船所                                   | 就役          | 退役   | その後・備考 |
| ------ | ---------------------- | ---------------------------------------- | ------------- | ------ | ------------ |
| ASR-21 | ピジョン USS Pigeon    | Alabama Drydock and Shipbuilding Company | 1973年4月28日 | 1992年 |              |
| ASR-22 | オートラン USS Ortolan | Alabama Drydock and Shipbuilding Company | 1973年7月14日 | 1995年 |              |

## 登場作品

### 映画
『原子力潜水艦浮上せず』
「ピジョン」が登場。

### 小説
『レッド・オクトーバーを追え!』
「ピジョン」が登場。